# 普瓦西
普瓦西（法語：Poissy，法語發音：[pwasi] ⓘ）是法國法蘭西島大區伊夫林省的一个城市，位于塞納河的左岸，属于圣日耳曼昂莱区。

## 历史

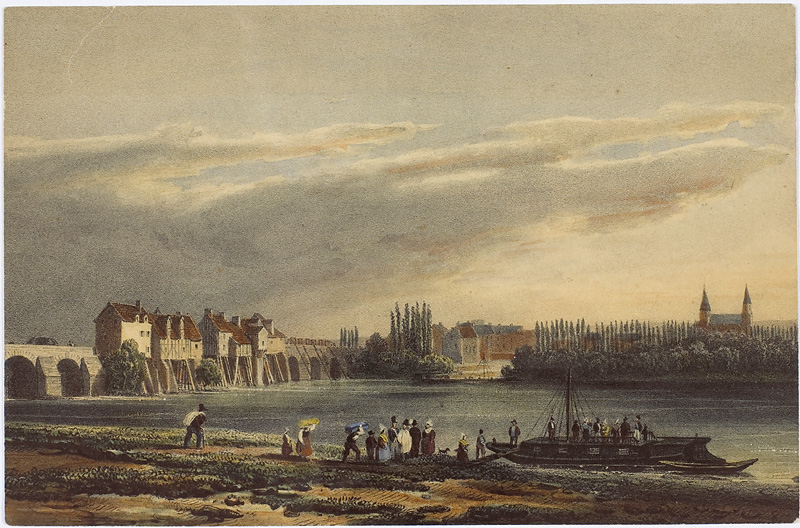
19世紀普瓦西的塞納河河岸

高盧時代的普瓦西是一座農民和漁民居住生活的小村莊。墨洛溫王朝時期的普瓦西被称為Pinciacum，曾是Pincerais伯領的首府。屬沙特爾教區。在5世紀之後，普瓦西是國王的居住地。868年，禿頭查理曾在普瓦西召集高官舉行會議。996年至1031年，羅貝爾二世曾在普瓦西築城，并建設教會。他的妃子則在這裡修建了奧斯定會派的女修道院。
卡佩王朝時期，普瓦西地區曾有兩個城市。較早的城市建於墨洛溫王朝時期，另一個城市是阿爾勒之康斯坦絲所建設的。1188年，腓力二世授予普瓦西自治權。1200年，腓力二世將普瓦西贈與其子路易八世，普瓦西舉行了路易八世和卡斯蒂耶之布朗謝的婚禮。路易九世和腓力三世都是在普瓦西出生。
1297年，腓力四世在普瓦西建設了多明我會派修道院。在百年戰爭中的1346年，于諾曼第登陸的英格蘭國王愛德華三世佔領普瓦西。黑太子愛德華燒毀了普瓦西城（1369年，查理五世拆毀了城市的遺址）。1561年10月，凱瑟琳·德·美第奇曾召集天主教和休京諾派兩派的代表在普瓦西召開會談，會談以失敗告終。這場和解嘗試的失敗間接導致法國宗教戰爭的爆發。17世紀、嘉布遣小兄弟會和和烏爾蘇拉會在這裡各自建設了自己的修道院。1790年，普瓦西被劃入新設的塞納-瓦茲省。
1832年，從英格蘭傳入霍亂瞬間在巴黎地區流行，普瓦西至少有70人因霍亂死亡。1841年，巴黎至魯昂的鐵路鋪設至普瓦西。1881年，大環狀線開業。
在一戰中，普瓦西進行了要塞化，成為了擁有兩個軍隊駐地和兩個醫院的城市。1922年至1927年期間，曾有硬幣鑄造公司在普瓦西修建造幣廠，普瓦西成為法國國內的硬幣鑄造中心。在這裡生產了6億5千枚硬幣，且不止有法國和法國殖民地使用的硬幣，普瓦西也生產過其他國家的硬幣。1937年，福特在普瓦西興建了軍用卡車的工廠。
二戰中的1940年6月，德國軍隊侵略普瓦西。在普瓦西市內一座塞納河上的橋樑上，湧入了無數逃往法國南部的難民。德軍接收了福特的工廠之後，開始在那裡生產德軍用軍用車輛。英國空軍曾以這座工廠為目標進行過數次空襲，也有人在空襲中死亡或受傷。美國軍隊在1944年8月26日解放普瓦西。

## 地理
普瓦西（48°55'44"N, 2°2'41"E）面积13.28 平方千米，位于法国法蘭西島大區伊夫林省东北部，巴黎西郊，距離巴黎市中心有23.8公里，圣日耳曼昂莱以西約8公里處。
与普瓦西接壤的市镇（或旧市镇、城区）包括：阿谢尔、艾格勒蒙、卡里耶尔苏普瓦西、尚布尔西、弗什罗勒、奥热瓦勒、圣日耳曼昂莱、塞纳河畔维莱讷。
普瓦西的时区为UTC+01:00、UTC+02:00（夏令时）。

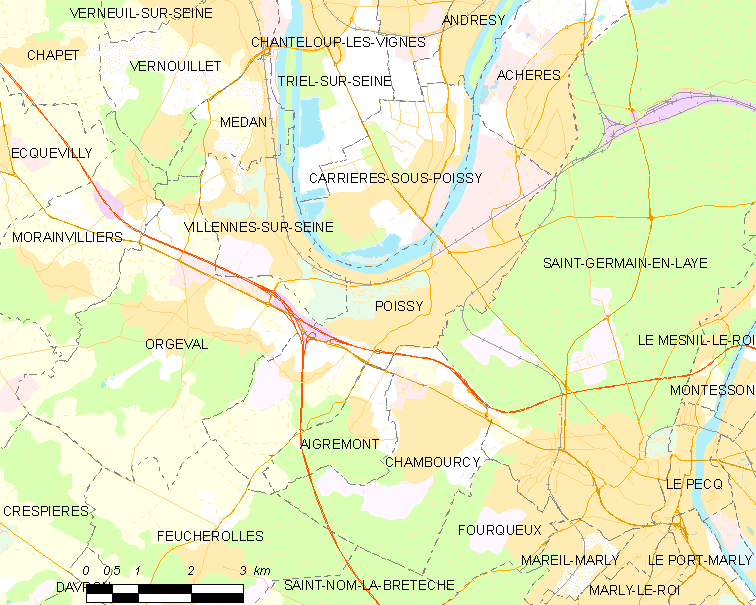
普瓦西的OSM定位图

## 行政
普瓦西的邮政编码为78300，INSEE市镇编码为78498。

## 政治
普瓦西在過去支持法國共產黨的選民較多，近年來普瓦西選民的政治傾向逐漸偏向中間偏左。2007年法國總統選舉第一回投票中，尼古拉·薩科奇在這裡的得票率達34.15％，是得票最多的候選人。普瓦西所属的省级选区为普瓦西县。

## 经济

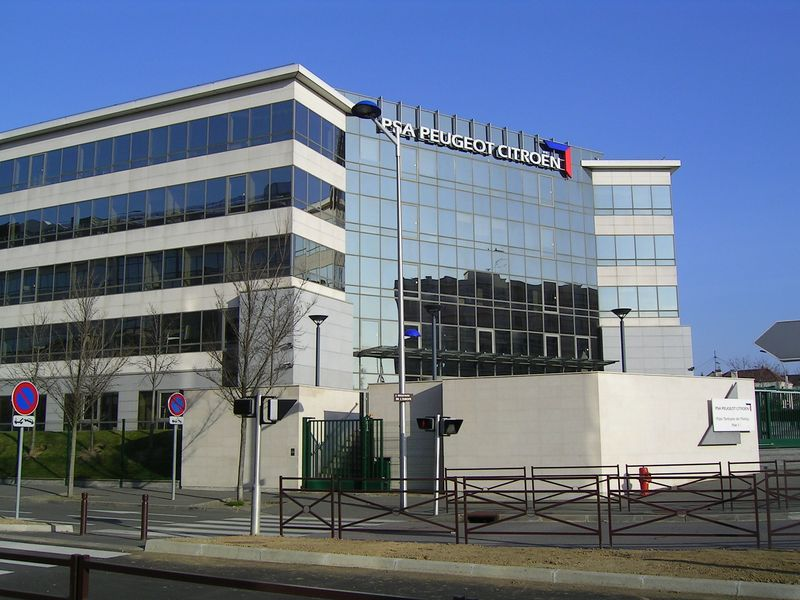
PSA

1999年時，普瓦西的人口有約36,000人，其中有20,000人以上在市內工作。就業人口中，從事工業和建築業的約有35%，從事服務業的占64%。有不少人都從事汽車產業的相關工作。
在普瓦西設廠的主要企業如下：
- PSA普瓦西工廠
- 馬勒公司（英语：Mahle GmbH）
- 佛吉亚
- 西門子

## 交通
大區快鐵A線及法蘭西島區域鐵路J線經過普瓦西，并設有車站。

## 文化

### 史跡
- 聖母教會 - 建於12世紀。路易九世在此受洗。1840年登記為法國歷史文化財產。
- 舊橋 - 建於12世紀的石造橋樑
- 舊市政廳[8] - 過去曾是嘉布遣派的修道院，建于1620年。1837年開始改為市政廳。
- 旧海關 - 建造於1830年。形狀是六角形。目前是觀光局。
- 薩伏伊別墅 - 由勒·柯布西耶設計。

## 人口

1962-2008年间普瓦西人口变化图示

普瓦西于2022年1月1日时的人口数量为40792人。

## 图集

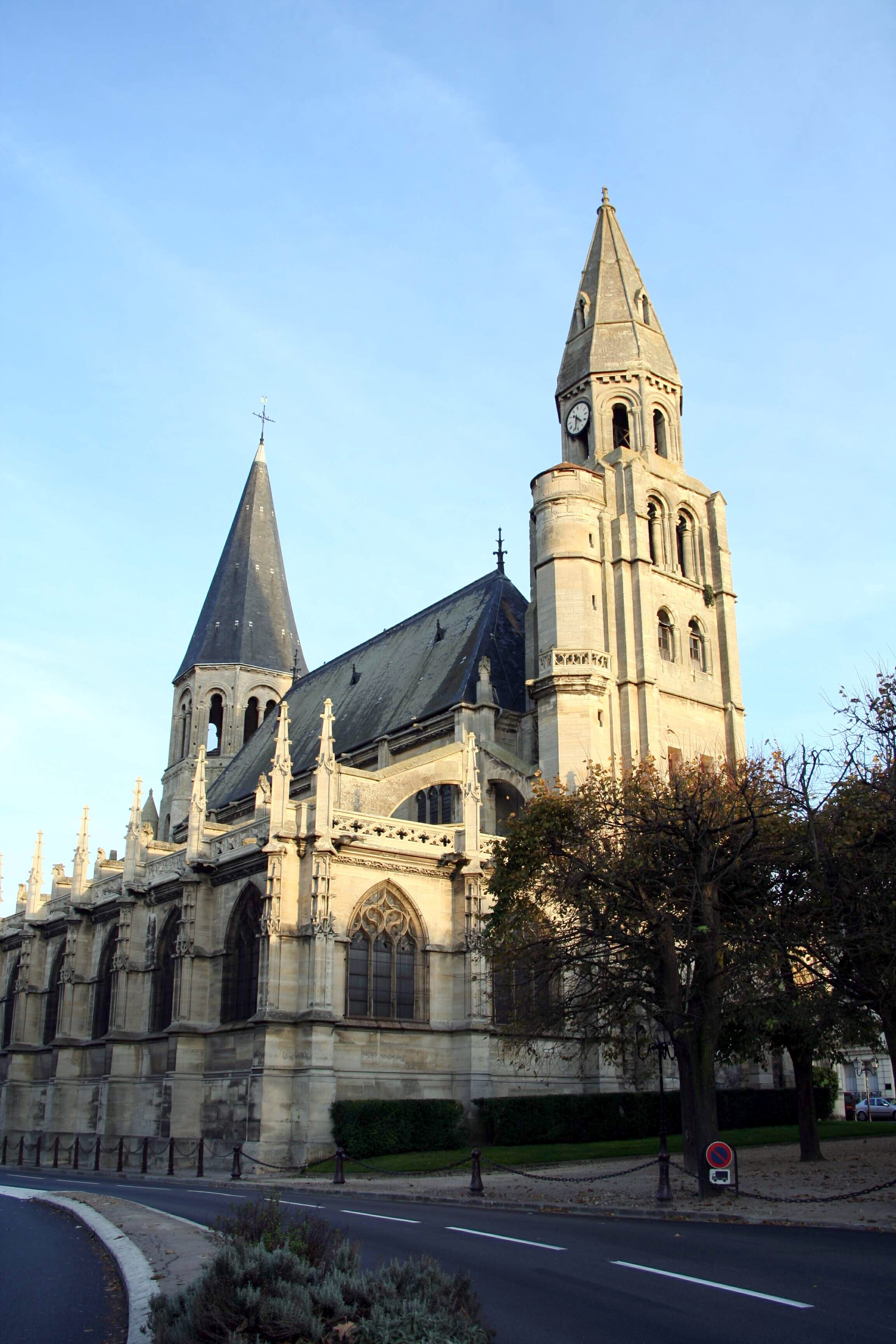
聖母教會
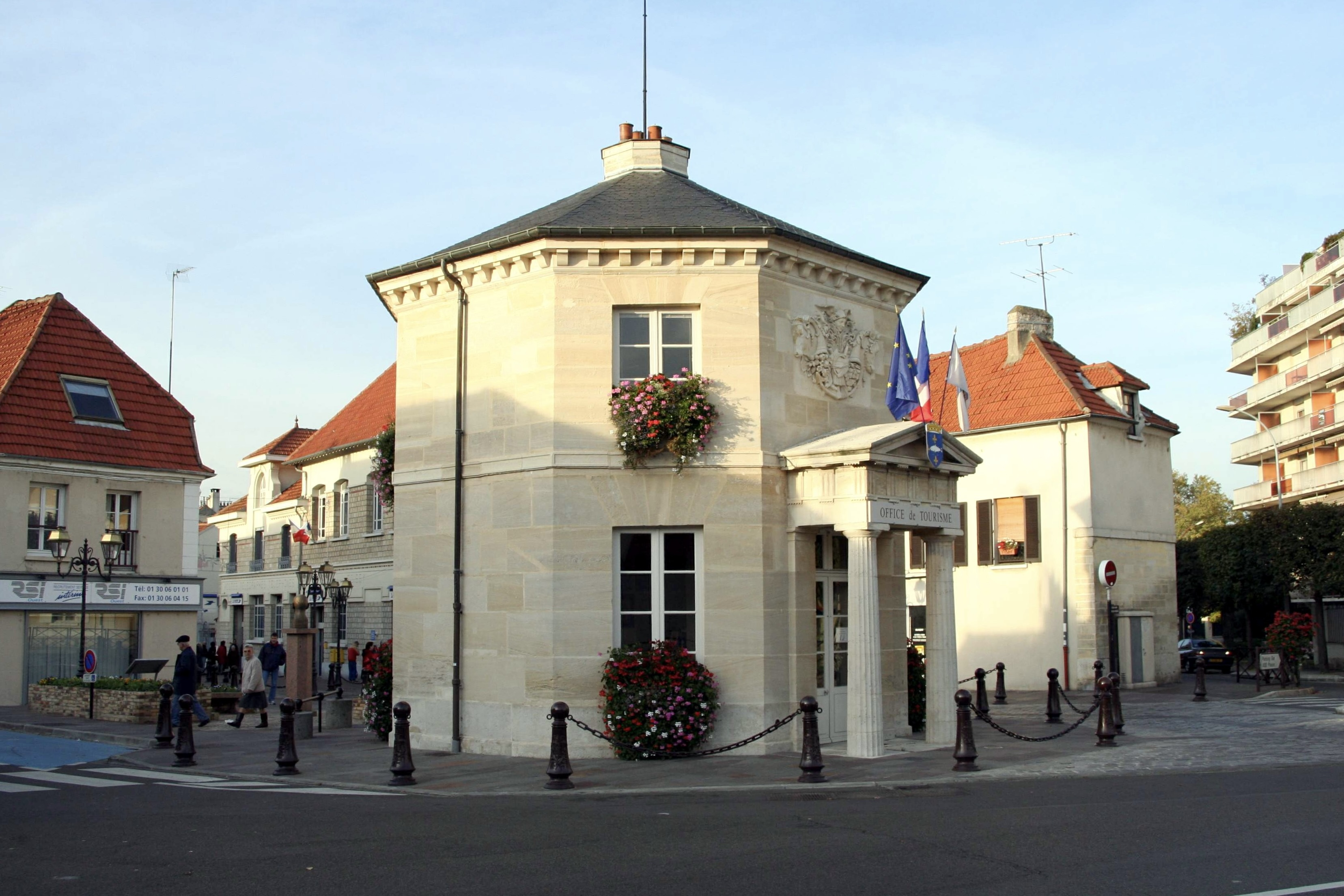
海關
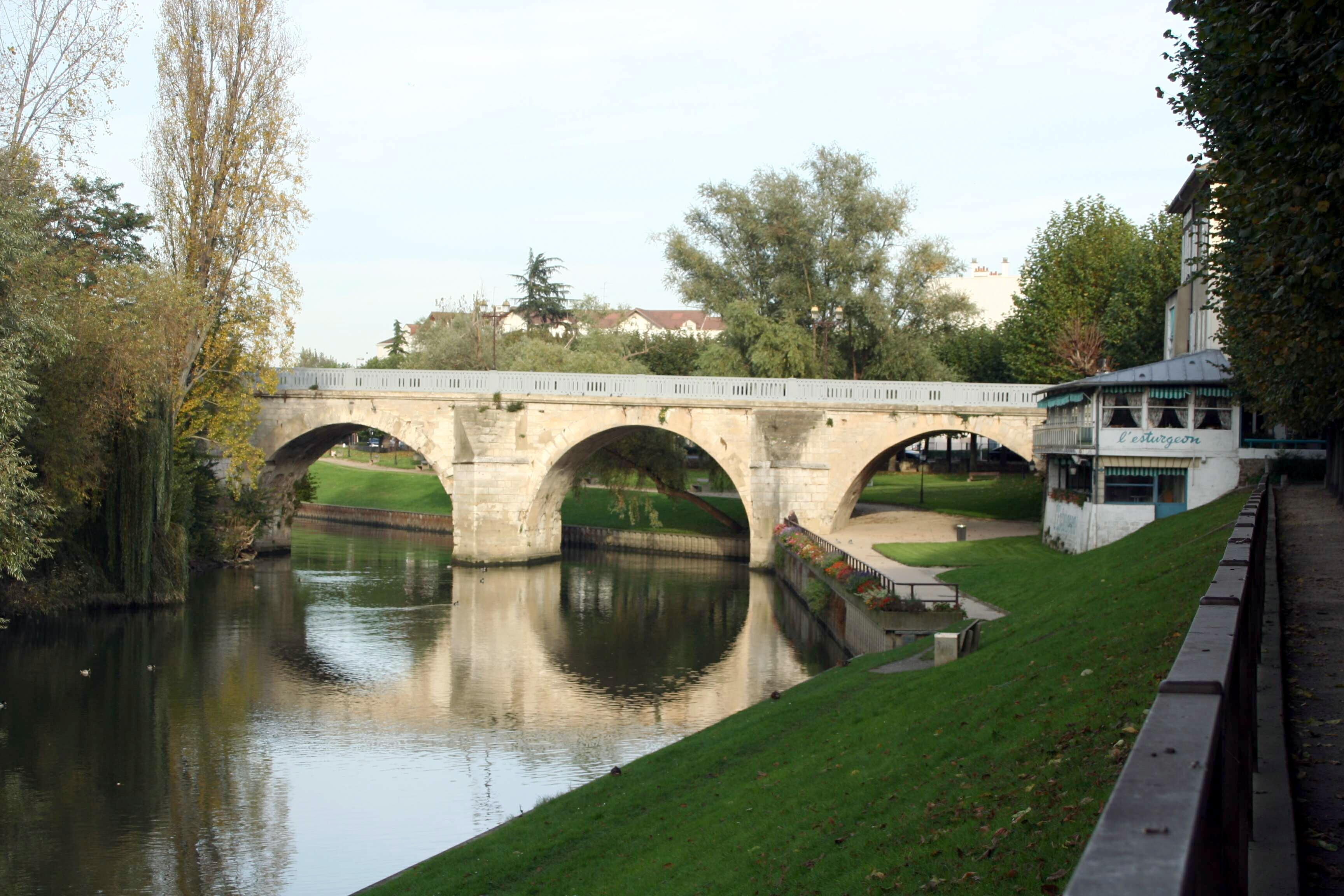
橋
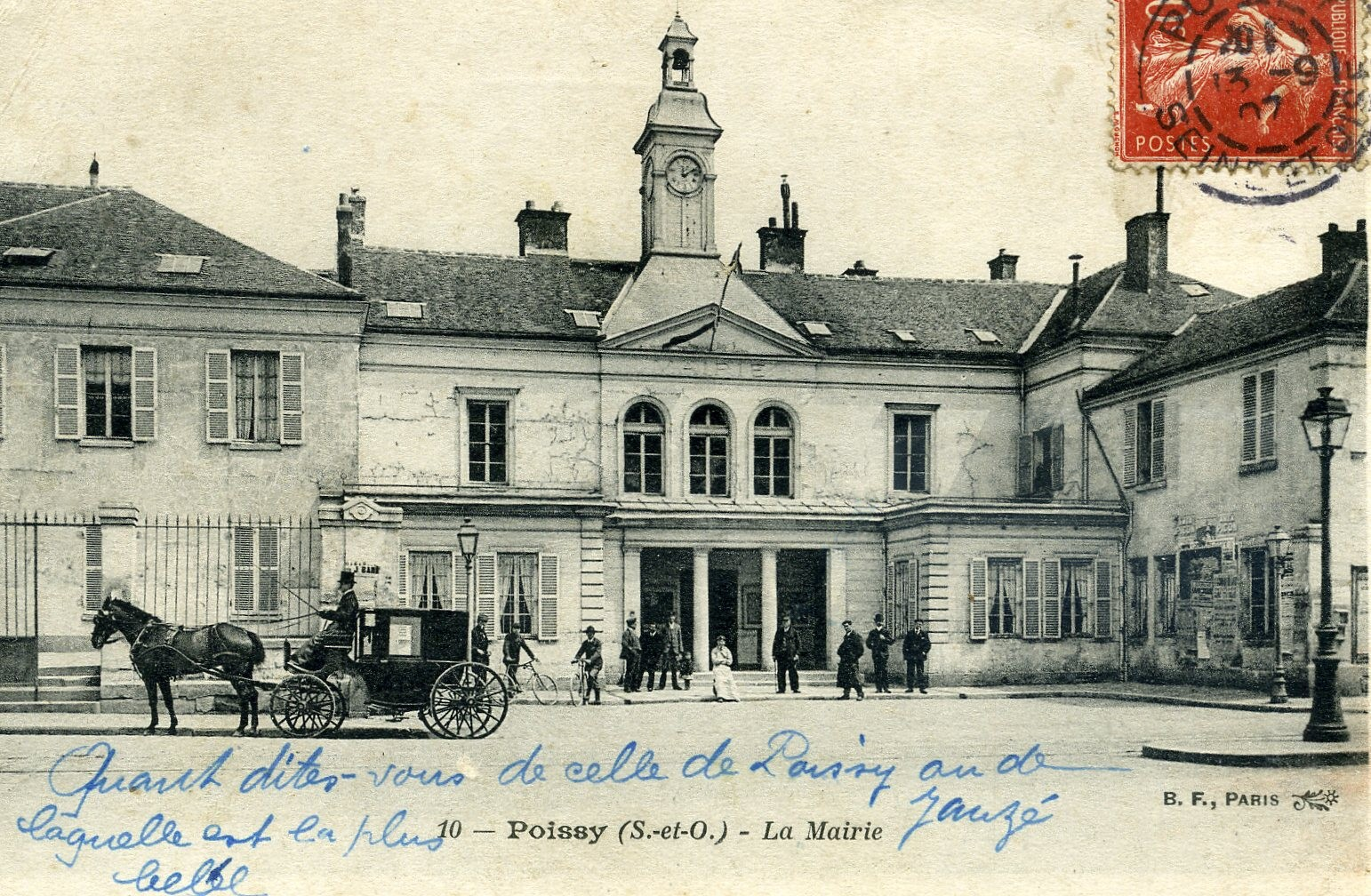
舊市政廳

## 外部連結
- Poissy website （页面存档备份，存于） (in French)
- Collegiale de Poissy  （页面存档备份，存于） The birth city of Saint Louis